# Marc Raubenheimer
Marc Raubenheimer (Durban, 31 marzo 1952 – Madrid, 7 dicembre 1983) è stato un pianista sudafricano.
Prese lezioni da Ethel Kerkin di Durban Nord, Sudafrica. La Kerkin era un vero genio dell'arte e fece da mentore a Marc per tutta la vita. Quest'ultimo fu molto fortunato a ricevere lezioni da molti pianisti esecutivi, tra cui Alicia de la Roche, che costituì un interesse molto speciale nella carriera musicale di Marc, oltre che una sua buona amica. Di Etel Kerkin si ricorda che Marc diceva che, quando aveva bisogno di una "lezione adeguata", tornava da lei. Chi lo conosceva ricorda che aveva memorizzato i 24 Preludi e le Fughe di Bach durante un fine settimana, poiché i vincoli finanziari lo costringevano a prendere in prestito altre musiche per un po' di tempo.
Successivamente, discepolo di Friedrich Gulda a Monaco, si laurea a Londra, debuttando alla Wigmore Hall nel 1978. Per gli anni successivi si stabilisce a Londra e prende parte alla scena musicale facendosi notare in America, debuttando alla Carnegie Hall. Ci furono suoi concerti in Austria, Germania e Svizzera, e si esibì regolarmente nella sua terra natale, dove ricevette il Premio della Radio sudafricana. Raubenheimer è stato il primo solista ospite che si è esibito con l'allora neonata KwaZulu-Natal Philharmonic Orchestra (Sud Africa) dal settembre 1983. In un'intensa stagione di apertura suonò in 2 concerti a settimana per 3 settimane, nelle città di Durban e Pietermaritzburg, eseguendo su pianoforte la Quinta di Beethoven, diretti da David Tidboald. Il suo debutto discografico alla Decca Records, una monografica di Schumann, fu arrangiato per la primavera del 1984. L'esecuzione di Marc del repertorio di Schumann venne descritta dalla critica come sublime e una delle migliori interpretazioni da ascoltare all'epoca.
Nel 1982 Raubenheimer vinse la Paloma O'Shea Santander International Piano Competition. Mentre si recava al recital finale relativo al premio, la sua carriera e la sua vita terminarono bruscamente il 7 dicembre 1983 in una collisione tra aerei di linea a Madrid, in Spagna.